# Szamil Isajew
Szamil Magomiedowicz Isajew (ros. Шамиль Магомедович Исаев; ur. 31 stycznia 1976) – rosyjski zapaśnik walczący w stylu wolnym. Brązowy medalista mistrzostw Europy w 1999. Mistrz świata juniorów w 1996 i kadetów w 1995. Wicemistrz Rosji w 1999 i trzeci w 1997 roku.